# 保山抗日江防遗迹群
保山抗日江防遗迹群位于云南省保山市隆阳区和施甸县境内，分布在怒江江岸总长250千米的江防线上。

## 背景
民国31年（1942）5月，中国远征军入缅对日军作战失利后撤，日军沿滇缅公路入滇。5月5日国军炸毁惠通桥，阻日军于怒江西岸的松山地区。此后远征军第71军在怒江东岸沿江设防，与日军形成了两年的隔江对峙，直至1944年5月远征军渡江反攻并取得胜利。中国远征军在江防线上修建的明碉暗堡、战壕等军事设施，及炮兵阵地、战场遗址等至今仍有大量留存，其种类丰富、规模宏大且保存较好，是滇西抗战的重要实物遗存。

## 文保点
| 所在区县       | 名称                                                | 位置                                                      | 坐标                                          |
| -------------- | --------------------------------------------------- | --------------------------------------------------------- | --------------------------------------------- |
| 隆阳区（18项） | 小辣子树地碉堡                                      | 潞江镇张贡村山小辣子树梁子                                |                                               |
| 隆阳区（18项） | 癞子塘碉堡                                          | 杨柳乡联合村委会上张腊村癞子塘下块地                      |                                               |
| 隆阳区（18项） | 机枪洞老船口碉堡                                    | 潞江镇石头寨村委会石头寨村                                |                                               |
| 隆阳区（18项） | 黑龙井碉堡                                          | 潞江镇三达地村南3公里怒江东岸小黑龙井高坡上               |                                               |
| 隆阳区（18项） | 蚂蝗塘碉堡                                          | 潞江镇三达地村十一组西山麓台地上，距怒江约200米处         |                                               |
| 隆阳区（18项） | 张贡大坡碉堡                                        | 潞江张贡村张贡小组东南大坡山南坡山梁上                    |                                               |
| 隆阳区（18项） | 白崖渡碉堡                                          | 潞江镇江东村委会白岩村西北1.5公里白岩渡东岸台地上         |                                               |
| 隆阳区（18项） | 栗柴坝碉堡                                          | 瓦马谷米村红旗坝小组南1000米台地上                        |                                               |
| 隆阳区（18项） | 沙子坡碉堡                                          | 潞江镇石头寨村后沙子坡                                    |                                               |
| 隆阳区（18项） | 二台坡碉堡                                          | 杨柳乡联合村二台坡山梁子上                                |                                               |
| 隆阳区（18项） | 大塘子碉堡                                          | 潞江镇石头寨村以南约4公里（石头寨与三达地山路连接线路下） |                                               |
| 隆阳区（18项） | 豆地坪碉堡                                          | 潞江镇道街村以西约3公里（东风桥以东江边台地上）           |                                               |
| 隆阳区（18项） | 大沙坝碉堡                                          | 芒宽乡勐古村大沙坝组                                      |                                               |
| 隆阳区（18项） | 松岭岗碉堡                                          | 杨柳乡联合村松岭岗山梁上                                  |                                               |
| 隆阳区（18项） | 马鞍山碉堡                                          | 潞江镇道街村东南约3公里马鞍山脚台地上                     |                                               |
| 隆阳区（18项） | 孙足河口远征军碉堡                                  | 瓦马乡谷米村孙足河口江边陡坡台地上                        |                                               |
| 隆阳区（18项） | 勐古渡碉堡                                          | 芒宽乡勐古村孙足河口江边陡坡台地上                        |                                               |
| 隆阳区（18项） | 石头渡碉堡                                          | 潞江镇三达地村石头寨以西1公里江滩上                       |                                               |
| 施甸县（17项） | 杨家山碉堡群                                        | 姚关镇富阳村                                              | 24°35′20″N 99°14′27″E / 24.58876°N 99.24080°E |
| 施甸县（17项） | 大红梁子碉堡                                        | 酒房乡沙子社区大红梁子                                    | 24°23′08″N 99°03′26″E / 24.38555°N 99.05735°E |
| 施甸县（17项） | 老兵洞碉堡                                          | 酒房乡沙子社区马鞍山                                      | 24°24′03″N 99°02′20″E / 24.40071°N 99.03890°E |
| 施甸县（17项） | 岩子头碉堡                                          | 酒房乡酒房社区岩子头                                      | 24°27′21″N 99°07′57″E / 24.45584°N 99.13260°E |
| 施甸县（17项） | 鸡肠水碉堡群                                        | 酒房乡酒房社区鸡肠水村                                    | 24°28′20″N 99°08′30″E / 24.47214°N 99.14153°E |
| 施甸县（17项） | 大山头炮兵阵地                                      | 太平镇大坪子村大山头                                      |                                               |
| 施甸县（17项） | 孩婆山战场遗迹                                      | 太平镇大坪子村                                            |                                               |
| 施甸县（17项） | 老渡口作战遗址                                      | 太平镇大坪子村                                            |                                               |
| 施甸县（17项） | 小团山盟军高炮阵地                                  | 太平镇大坪子村                                            |                                               |
| 施甸县（17项） | 望江台碉堡                                          | 太平镇大坪子村莆草地                                      | 24°44′38″N 98°59′12″E / 24.74381°N 98.98680°E |
| 施甸县（17项） | 三个山碉堡                                          | 太平镇大坪子村                                            | 24°46′01″N 98°57′31″E / 24.76696°N 98.95849°E |
| 施甸县（17项） | 大蜂子窝碉堡                                        | 太平镇下坝村陆家山                                        | 24°46′55″N 98°58′26″E / 24.78195°N 98.97392°E |
| 施甸县（17项） | 小金岗元碉堡                                        | 太平镇乌木村小金岗元                                      | 24°42′49″N 99°00′41″E / 24.71371°N 99.01133°E |
| 施甸县（17项） | 小乌木碉堡                                          | 太平镇乌木村                                              | 24°42′55″N 99°01′34″E / 24.71540°N 99.02613°E |
| 施甸县（17项） | 鱼塘山碉堡                                          | 太平镇东蚌村小水井                                        | 24°50′21″N 98°55′00″E / 24.83920°N 98.91672°E |
| 施甸县（17项） | 中国远征军第11集团军71军87师261团阵亡、病故将士公墓 | 太平镇太平社区戈家山                                      | 24°49′49″N 99°01′51″E / 24.83033°N 99.03074°E |
| 施甸县（17项） | 二台坡碉堡                                          | 何元乡王家庄村攀枝花                                      | 24°37′29″N 99°03′35″E / 24.62464°N 99.05969°E |

## 保护与开发
2005年5月30日，施甸县境内的“施甸抗日江防遗迹群”被公布为第一批保山市文物保护单位。2010年12月31日，隆阳区境内的“怒江抗日碉堡群”被公布为第三批隆阳区文物保护单位。2012年1月7日，合为一项“保山抗日江防遗迹群”（子项有增补），公布为第七批云南省文物保护单位。2016年12月19日，施甸县抗战江防遗址入选全国红色旅游经典景区名录。2020年9月1日，施甸县抗日江防遗迹群入选第三批国家级抗战纪念设施、遗址名录。
2015年，施甸县对境内的抗战遗迹群进行清理并立标志碑、界碑，同年，施甸县开始计划对遗迹群进行保护性开发。2017年9月，施甸县抗战江防遗址建设项目的可行性研究报告获批；2018年6月，初步设计获批，计划新建总长4.7千米的旅游公路、总长5.3千米的景区步行道、停车场等设施，概算总投资1643.22万元。